# Es Monjos
Es Monjos és una de les possessions amb més pes històric del terme de Porreres, Mallorca. Es troba al sud del terme porrerenc ja limitant amb el terme de Campos. Les cases se situen a la vora de la carretera que uneix els dos pobles.
L'alqueria de Beni Mafag de 14 jovades i el rafal Cinieia de 7 jovades, citades a la Remembrança de Nunyo Sanç, van donar lloc a aquesta possessió.

## Història
El mes de juny de 1239 Nunyo Sanç va fer unes donacions als monjos cistercencs de La Real. Entre elles es trobaven l'alqueria d'Es Coll (Binimahab) i el rafal Samega. Per això aquelles terres s'anomenaren, i se segueixen anomenant, Es Monjos.
El 4 d'abril del 1312 Jaume Domènec de Sóller i la vídua de Guillem Martí tenien en comanda de dos procuradors del rei Sanç -en Miquel Rotlan i en Pere Figuera- 17 lliures 11 sous i 4 diners restants de l'entrada i cens per l'alqueria d'Es Monjos de Porreres.
El 13 de setembre del 1321 el rei Sanç va confirmar l'intercanvi entre son pare i l'abat de La Real, fra Pere Descoll. Una alqueria i un rafal que tenia Es Monjos al terme de porreres passaren a ser de Jaume II de Mallorca; aquest es desprengué de 160 quarteres de forment censals i un parell de molins, un que posseïa a la Bastera i un altre que es trobava a la síquia major, entre altres coses. Mitjançant aquest document, el rei Sanç reconeixia el monestir i era el legítim successor i hereu de les aigües que al passat van ser de Guillem Baster.
El 1578 les terres i cases de la possessió Es Monjos, de Mateu Cases, eren avaluades en 1800 lliures.
El 1685 a la possessió Es Monjos se li agregà una altra possessió, Son Gran, el propietari de les quals era Jaume Sitjar i Cases, aquest era apotecari i estava establert a Ciutat. El conjunt es valorava en 4.500 lliures, aquesta restava en alou i domini directe de la cavalleria d'Es Monjos. La possessió passà a ser de la família Sitjar (propietaris actuals) quan Miquela Cases, hereva de la possessió i filla de Mateu Cases, es casà amb Jaume Sitjar de Son Roig. Aquest matrimoni tingué dos fills, aquest formaren dues branques familiars: la de Miquel, el major, que tingué Son Roig, la família del qual s'extingí l'any 1885, i la seva possessió passà a ser dels Bonet-Bonico de Ses Salines; i la de Jaume, apotecari establert a Ciutat, es quedà amb Es Monjos i la possessió agregada de Son Gran.
Més tard en Jaume Rosselló Lliteres de Porreres es negà a seguir amb el contracte d'arrendament d'Es Monjos, aquest havia estat firmat amb Mateu Cases. Aquesta renúncia havia de tornar al gendre i hereu de Mateu, Jaume Sitjar, el que s'especificà al contracte inicial.

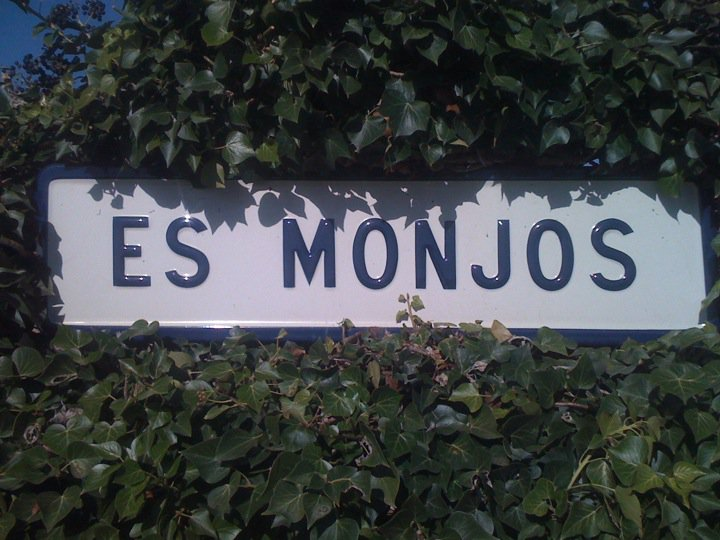
Cartell

El 1749 Jaume Sitjar i Serra, doctor en drets, era el propietari de la possessió Es Monjos. Aquesta disposava d'un celler, molí de sang i un alambí d'aram. Les terres eren dedicades a vinyes, garroverar, figueral i conreu de cereals i lleguminoses. També hi havia nombrós aviram i una guarda de 126 ovelles. Els Sitjar tenien la casa pairal a la parròquia de Sant Nicolau de Palma, davant el convent de Sant Francesc de Paula. En el segle xviii fou bastida una capella a les cases. En el segle xix se'n segregà es Monjos Nou.
El 1863 el propietari era Jaume Sitjar i tenia 203 quarterades. El 1880 la possessió suposava una renda de 3.507 pessetes al propietari Jaume Sitjar Cortey, renda que només era superada per Son Romaguera al conjunt del terme municipal. Al seu voltant tenia Son Porquer, Son Pinya, Son Bernadí i Son Drago. El 1904 Jaume Sitjar Sitjar, fill de Jaume Sitjar Cortey, heretà la possessió, i el 1942, Lluís Sitjar Castellà, fill de l'anterior, en figurava com a propietari. En aquell moment conservava una extensió de 143 hectàrees, de les quals noranta eren garriga i les altres estaven sembrades per cereals i ametllers. El propietari va formar part del Partit Regionalista de Mallorca, sent dirigent d'aquest, també fou protagonista destacat de la política local als anys trenta. També va estar unit al futbol, essent president en dues ocasions de la Reial Societat Alfons XIII, avui en dia Reial Club Deportiu Mallorca.
El 1994 la propietària d'Es Monjos era Catalina Sitjar Mulet, quan aquesta tenia una extensió de 157,96 hectàrees, de les quals 40 eren de conradís i les altres es dedicaven al cultiu de garroves, ametlles, figues i pastures. També tenia una massa forestal de més de 60 hectàrees formada per pins, alzines i garrigues